# Burnt
Burnt (bra: Pegando Fogo; prt: À Procura de uma Estrela) é um filme de comédia dramática estadunidense-britânica de 2015 dirigido por John Wells e escrito por Steven Knight ambientado no mundo da cozinha “estrelada”.

## Elenco
- Bradley Cooper como Adam Jones
- Sienna Miller como Helene Sweeney
- Omar Sy como Michel
- Daniel Brühl como Tony Balerdi
- Riccardo Scamarcio como Max
- Sam Keeley como David
- Alicia Vikander como Anne Marie
- Matthew Rhys como Montgomery Reece
- Uma Thurman como Simone
- Emma Thompson como Dr. Rosshilde
- Lily James como Sara
- Sarah Greene como Kaitlin
- Jamie Dornan como Leon Sweeney (cenas excluídas)[6]

## Dublagem brasileira
Estúdio de dublagem - Delart
Produção
- Direção de Dublagem: Andrea Murucci[7]
- Cliente: Paris Filmes[7]
- Tradução: Mário Menezes[7]
- Técnico(s) de Gravação: Luiz Martins e Marcos Vinni[7]

Elenco
- Adam: Philippe Maia[7]
- Helene: Priscila Amorim[7]
- Tony: Guto Nejaim[7]
- Reece: Jorge Lucas[7]
- Max: Duda Espinoza[7]
- Michel: Ronaldo Júlio[7]
- Rosshilde: Mariangela Cantú[7]
- Anne: Adriana Torres[7]
- Conti: Maurício Berger[7]
- Simone: Miriam Ficher[7]
- Kaitlin: Regina Maria Maia[7]
- Sara: Natali Pazete[7]
- David: Andreas Avancini[7]

## Recepção

### Crítica
No agregador de críticas Rotten Tomatoes, que categoriza as opiniões apenas como positivas ou negativas, o filme tem um índice de aprovação de 28% calculado com base em 159 comentários dos críticos. Por comparação, com as mesmas opiniões sendo calculadas usando uma média aritmética ponderada, a nota é 4.90/10 que é seguida do consenso: "Burnt oferece algumas colheradas de drama culinário convincente, mas eles estão perdidos em um goulash aguado dominado por um personagem principal desagradável e clichês exagerados." Já no agregador Metacritic, que calcula as notas usando somente uma média aritmética ponderada a partir das avaliações de 28 críticos que escrevem em maioria para a imprensa tradicional, o filme tem uma pontuação de 42 entre 100, com a indicação de "revisões mistas ou neutras".

### Público
O público pesquisado pelo CinemaScore deu ao filme uma nota média de "B–" em uma escala de A+ a F.

## Produção
O filme inicialmente foi intitulado Chef, mas em julho de 2014 Adam Jones foi renomeado para evitar confusão com o filme de mesmo nome de Jon Favreau.  Em julho de 2015, mudou seu título de volta para o nome definitivo Burnt.
As filmagens começaram em 23 de julho de 2014 em Nova Orleães, Luisiana, por dois dias. O resto ocorreu inteiramente em Londres.
Esperava-se que Jamie Dornan também participasse, mas suas cenas foram posteriormente removidas do corte final, apesar de ter sido uma participação especial de dois minutos.
A produção do filme contou com a assessoria de Marcus Wareing, como chef executivo consultor e criador dos pratos e Mario Batali e Gordon Ramsay, como chef executivo consultor.

## Distribuição
Uma prévia do trailer foi exibida em 10 de agosto de 2015 durante o programa de televisão Today. O filme foi lançado nos cinemas portugueses em 22 de outubro de 2015, nos cinemas estadunidenses em 30 de outubro de 2015 e nos cinemas brasileiros em 10 de dezembro de 2015.